# Dewey Redman
Dewey Redman (nato Walter Redman) (Fort Worth, 17 maggio 1931 – New York, 2 settembre 2006) è stato un sassofonista statunitense del genere jazz.
Redman aderiva al free jazz e suonava principalmente il sax tenore, anche se di quando in quando adoperava il sax contralto, lo strumento cinese suona (da lui chiamato musette), e il clarinetto.

## Biografia
Laureatosi alla Prairie View A&M University, Redman divenne un collaboratore di Ornette Coleman, che conosceva per aver suonato assieme a lui nella banda del suo liceo a Fort Worth, e col cui gruppo rimase dal 1968 al 1972, partecipando all'album New York is Now!. Redman fu anche un collaboratore di Keith Jarrett, apparendo con l'American Quartet (1971, 1976), il cui album The Survivor's Suite vinse il concorso per il miglior album jazz del 1978 della rivista Melody Maker; fece anche parte del collettivo Old and New Dreams. Altre collaborazioni includono lavori come sidemen per vari musicisti, tra cui Charlie Haden e Pat Metheny.
Come leader, Redman incise circa una dozzina di album. Benché generalmente ritenuto un jazzista free, egli aveva una robusta vena melodica e la sua comprensione del blues lo collegava fortemente alle correnti postboppistiche. Nei concerti dal vivo Redman si cimentava volentieri con standard e ballads assieme ai pezzi atonali per i quali era noto.

### Morte
Redman morì di problemi epatici a Brooklyn, il 2 settembre 2006, lasciando la moglie Lidija Pedevska-Redman e i due figli, Joshua Redman (anch'egli un affermato jazzista) e Tarik.

## Tributi a Dewey Redman
- Il 19 e il 21 febbraio 2004, Redman fu l'ospite d'onore del "Jazz at Lincoln Center" per un concerto dal titolo "The Music of Ornette Coleman."
- Nel 2001, il regista Daniel Berman diresse un documentario chiamato Dewey Time  sulla vita e l'opera di Redman.

## Collegamenti esterni

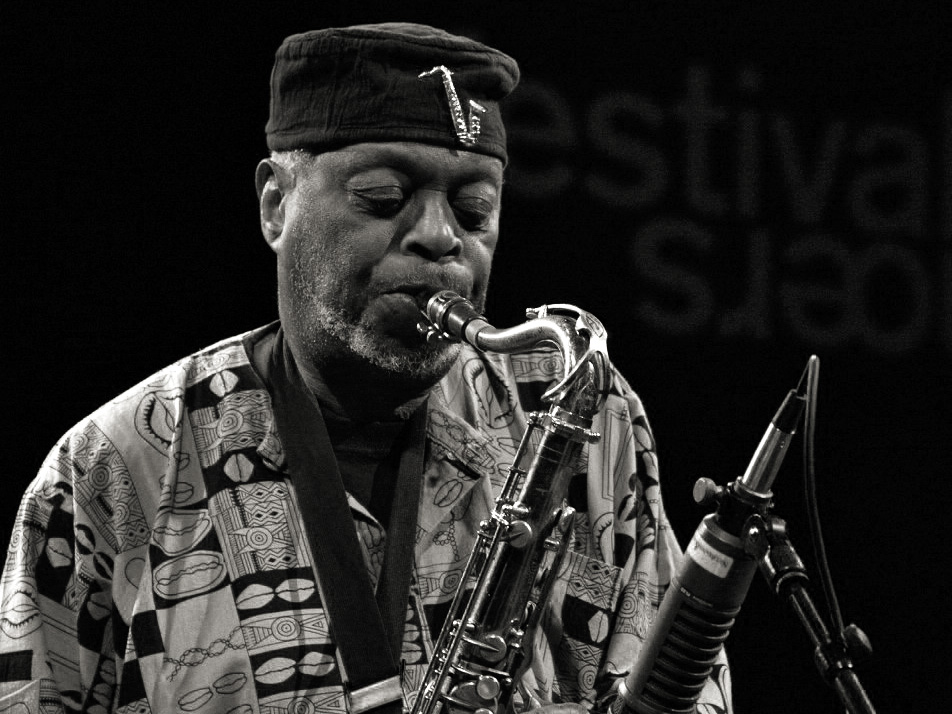
Dewey Redman al Festival di Moers in Germania, giugno 2006